# Oxyvinia xanthophora
Oxyvinia xanthophora är en tvåvingeart som först beskrevs av Ignaz Rudolph Schiner 1868.  Oxyvinia xanthophora ingår i släktet Oxyvinia och familjen köttflugor.
Artens utbredningsområde är Venezuela. Inga underarter finns listade i Catalogue of Life.